# Charles Morrey
Charles Bradfield Morrey Jr. (Columbus, Ohio, 23 de julho de 1907 – 29 de abril de 1984) foi um matemático estadunidense, que trabalhou com cálculo de variações e equações diferenciais parciais.
Obteve um doutorado em 1931 na Universidade Harvard, orientado por George David Birkhoff.
Foi palestrantes convidado do Congresso Internacional de Matemáticos em Nice (1970: Differentiability theorems for nonlinear elliptic equations).

## Obras
- Multiple integral problems in the calculus of variations and related topics, University of California Press 1943
- Multiple integrals in the calculus of variations, Grundlehren der mathematischen Wissenschaften, Springer 1966
- Second order elliptic systems of differential equations, Princeton, Annals of Mathematical Studies, 1954, S.101
- University Calculus
- com Murray H.Protter: Modern Mathematical Analysis, Addison-Wesley 1964
- com Murray Protter: A first course in real analysis, 2. Auflage, Springer 1991
- Morrey „Some recent developments in the theory of partial differential equations“, Bulletin AMS 1962